# Captain Rainbow
Captain Rainbow (en japonès: キャプテン★レインボー,, kyaputen reinbō, en català: Capità Arc de Sant Martí) és un videojoc desenvolupat per Skip Ltd. i publicat per Nintendo per a la Wii. Va ser llançat exclusivament al Japó i Taiwan el 28 d'agost de 2008. Van existir rumors que el joc seria traduït per a Europa i llançat a l'estiu de 2009, però mai va arribar a sortir fora del Japó.
El joc tracta sobre Nick, un personatge en principi normal, però que disposa d'un alter ego que antany va ser un popular superheroi de la televisió. Per recuperar la seva popularitat, Nick viatja a l'illa de Mimin, un lloc on es diu que els somnis es fan realitat. Captain Rainbow és un videojoc d'acció i aventura que consisteix a fer amistat amb els altres residents de l'illa (que són personatges de Nintendo menys coneguts), ajudar-los a fer realitat els seus desitjos i recollir cristalls de "Kirarin".

## Història
La història del joc segueix a Nick, que es pot transformar en "Captain Rainbow", un superheroi que protagonitza el seu propi programa de televisió. Malauradament, el seu programa de televisió ja no és popular. Per recuperar la seva popularitat, Nick s'aventura a l'illa de Mimin, una illa on es diu que els desitjos es fan realitat.

## Gameplay
El gameplay del joc es divideix en dues parts: acció i aventura. La part d'aventura del joc consisteix a gaudir de la vida a l'illa juntament amb els altres residents. Nick pot pescar, atrapar insectes i ajudar els altres illencs amb les seves sol·licituds. Aquestes sol·licituds solen donar lloc a diversos minijocs, com ara boxa, voleibol, pesca i golf. En ajudar els illencs, el jugador obté vidres especials en forma d'estrella anomenats "Kirarin", en els quals es basa la part d'acció. Cada vegada que s'obtenen 20 Kirarin, una estrella cau del cel. L'estrella és portada a un altar a la part superior de l'illa on concedeix un desig. Mentre porta l'estrella a l'altar, Nick és desafiat per una fosca misteriosa que, per raons desconegudes, vol l'estrella per a ella mateixa. Si Nick aconsegueix portar l'estrella a l'altar, ha d'escollir entre dues opcions. Pot concedir el seu desig de tornar a convertir-se en un heroi popular o el d'un dels illencs i seguir buscant més Kirarin.

## Recepció
La revista Weekly Famitsu va puntuar Captain Rainbow amb un total de 31 de 40. Els van impressionar els diàlegs i personatges del joc, en particular durant els cicles diürns i nocturns. També els va agradar el gameplay i la banda sonora, però de vegades els va semblar l'humor massa vulgar.
Captain Rainbow va ser una decepció econòmica. Segons Media Create, el joc només va vendre unes escasses 6.361 còpies durant la seva primera setmana de llançament. El 2008 es van vendre al Japó un total de 22.682 còpies.